# Супермозг (мультфильм)
«Супермозг» (англ. Headspace) — компьютерный анимационный фильм 2023 года режиссёров Пола Мейера и Герхарда Пэйнтера.

## Сюжет
Гас, Софи и Макс, члены команды Сил космической защиты, борющихся с преступностью во вселенной. Они попадают в аварию на своем микроскопическом корабле «Микроскопик» (SPF-50) и оказываются на Земле, а точнее в голове 16-летнего Нормана. Эти инопланетяне должны спасти вселенную от планов Золтарда, межгалактического злодея, который взял на себя управление разумом директора их школы, госпожи Визрингтон. Для этого они должны заручиться помощью Нормана, также взяв под контроль его тело. Он, его друзья и инопланетяне должны вести межгалактическую борьбу между добром и злом без ведома института. А тем временем у них все еще есть обязанности, которые нужно выполнить.

## Роли озвучивали
- Norman — Валерий Чеботаев
- Virgil — Михаил Хрусталёв
- Max — Максим Сергеев
- Mr. Anderson — Александр Васильев
- Sophie — Дарья Фролова
- Alejandro — Влад Глент
- Gus — Игорь Сергеев
- Zolthard, Mr. Hernandez — Андрей Лёвин
- Mike — Александр Фенин
- Sandy — Полина Авдеенко
- Frankie — Ирина Обрезкова
- Charlene — Варвара Чабан
- Receptionist — Светлана Кузнецова

## Критика
Отмечается изобретательность сюжета, яркость цифрового графического оформления. Также эта анимационная комедия для всей семьи опровергает тот факт, что только США могут похвастаться творчеством в области уфологической фантастики.